# Chenonetta jubata
L' Anatra arboricola australiana, anche oca arborea australiana, oca dalla criniera  o  anatra crinita (Chenonetta jubata Latham, 1802), è una specie di anatra che vive in Australia. È l'unica specie vivente del genere Chenonetta.

## Descrizione
Quest'anatra, lunga 45-51 cm, si presenta come una piccola oca.
Il maschio è grigio, con la testa marrone scuro e il petto screziato. La femmina ha strisce bianche sopra e sotto l'occhio e il ventre screziato. Entrambi i sessi hanno le ali di colore grigio, con coda e fianchi neri ed un sottocoda bianco.

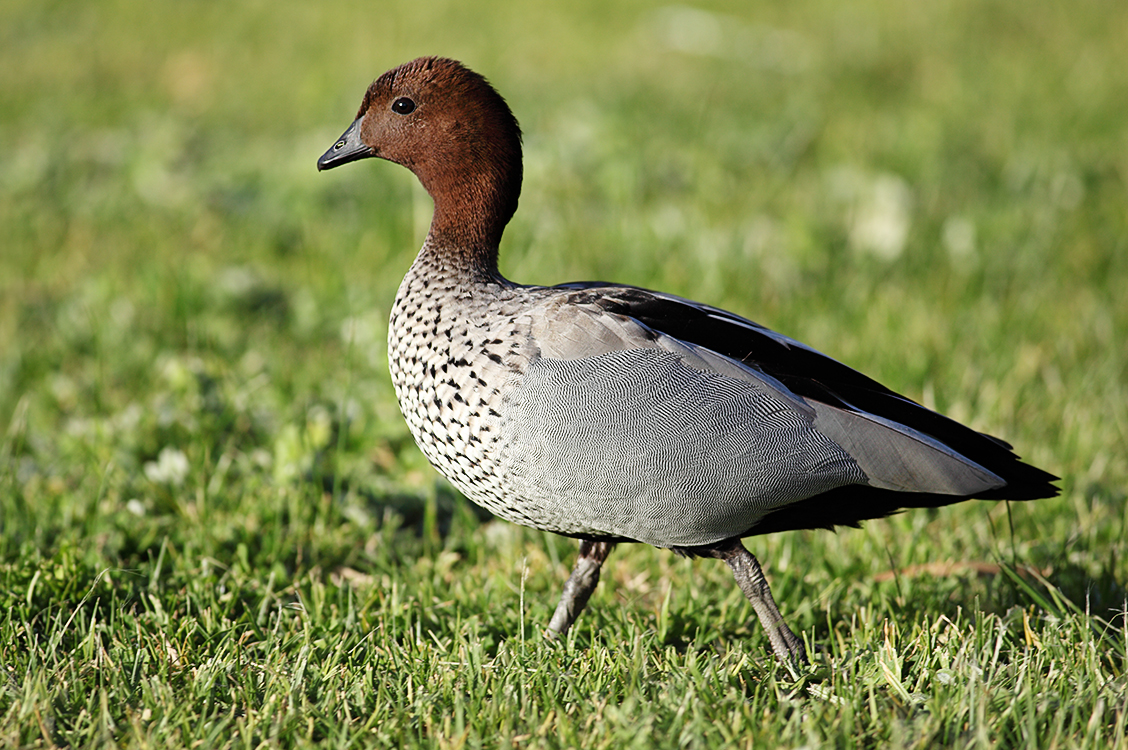
Un esemplare maschio
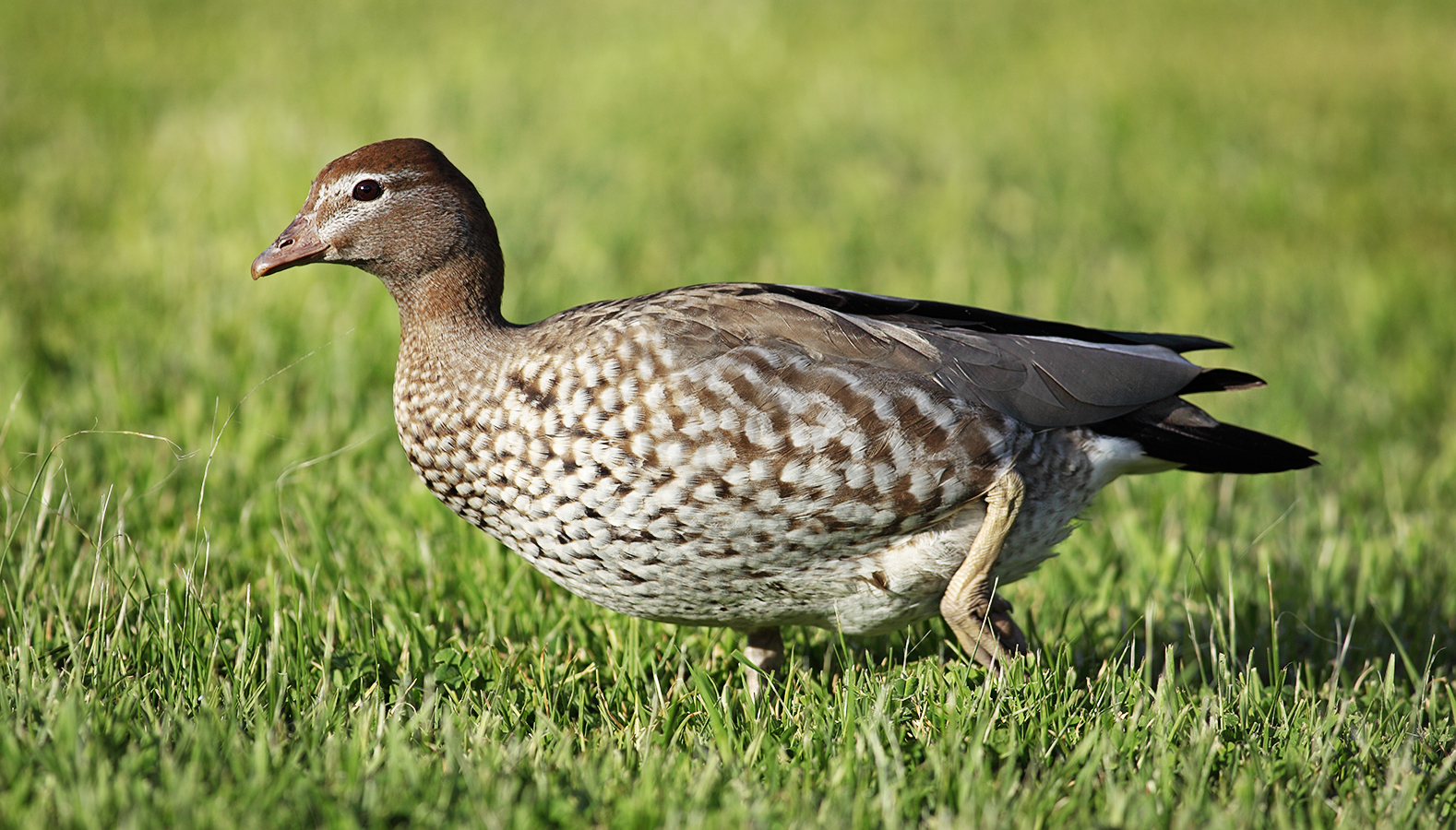
Un esemplare femmina
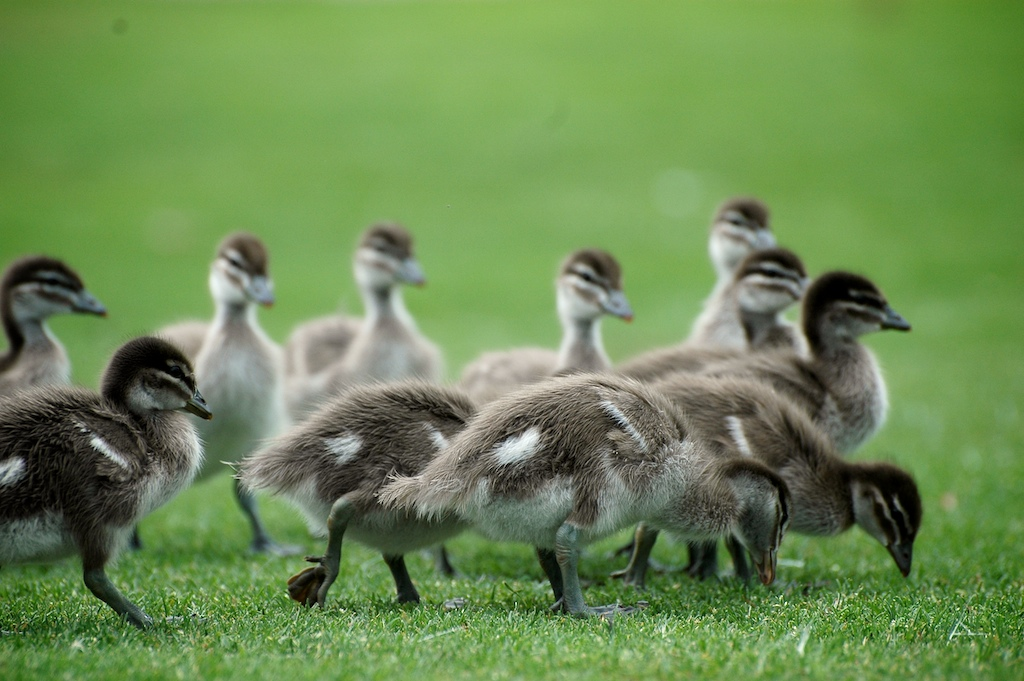
Pulcini

## Biologia

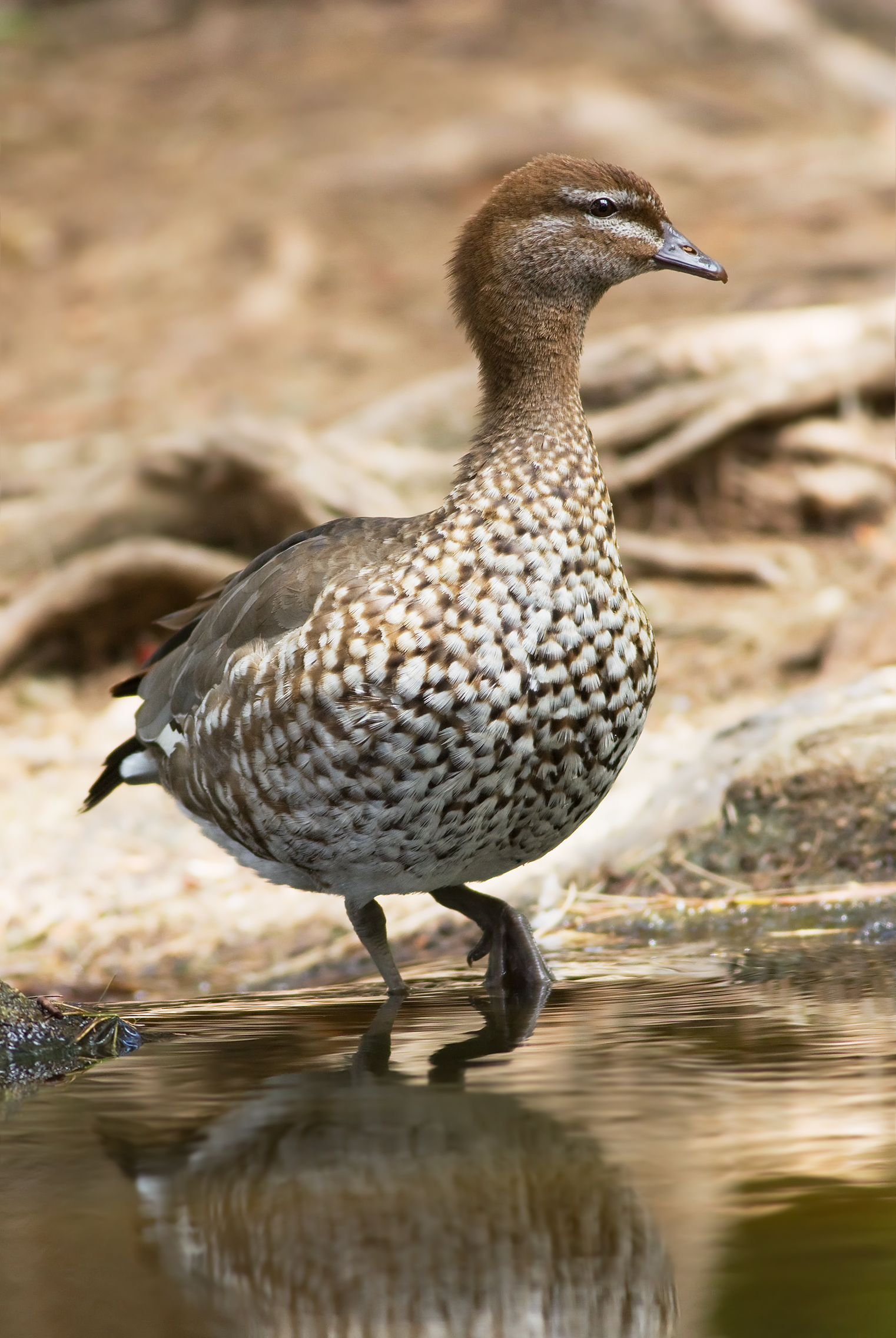
Una femmina di Chenonetta jubata

### Comportamento
Si alimenta pascolando in branchi e, aspetto insolito per un'anatra, nuota raramente.
Il richiamo più comune è un suono simile a uno gnow molto forte. La chiamata del maschio è più breve e di intensità superiore a quella delle femmine.

### Alimentazione
Si nutre nelle acque poco profonde e nelle praterie.

### Riproduzione
Quest' anatra fa il nido in una cavità di un albero dove depone da 9 a 11 uova di colore bianco panna.

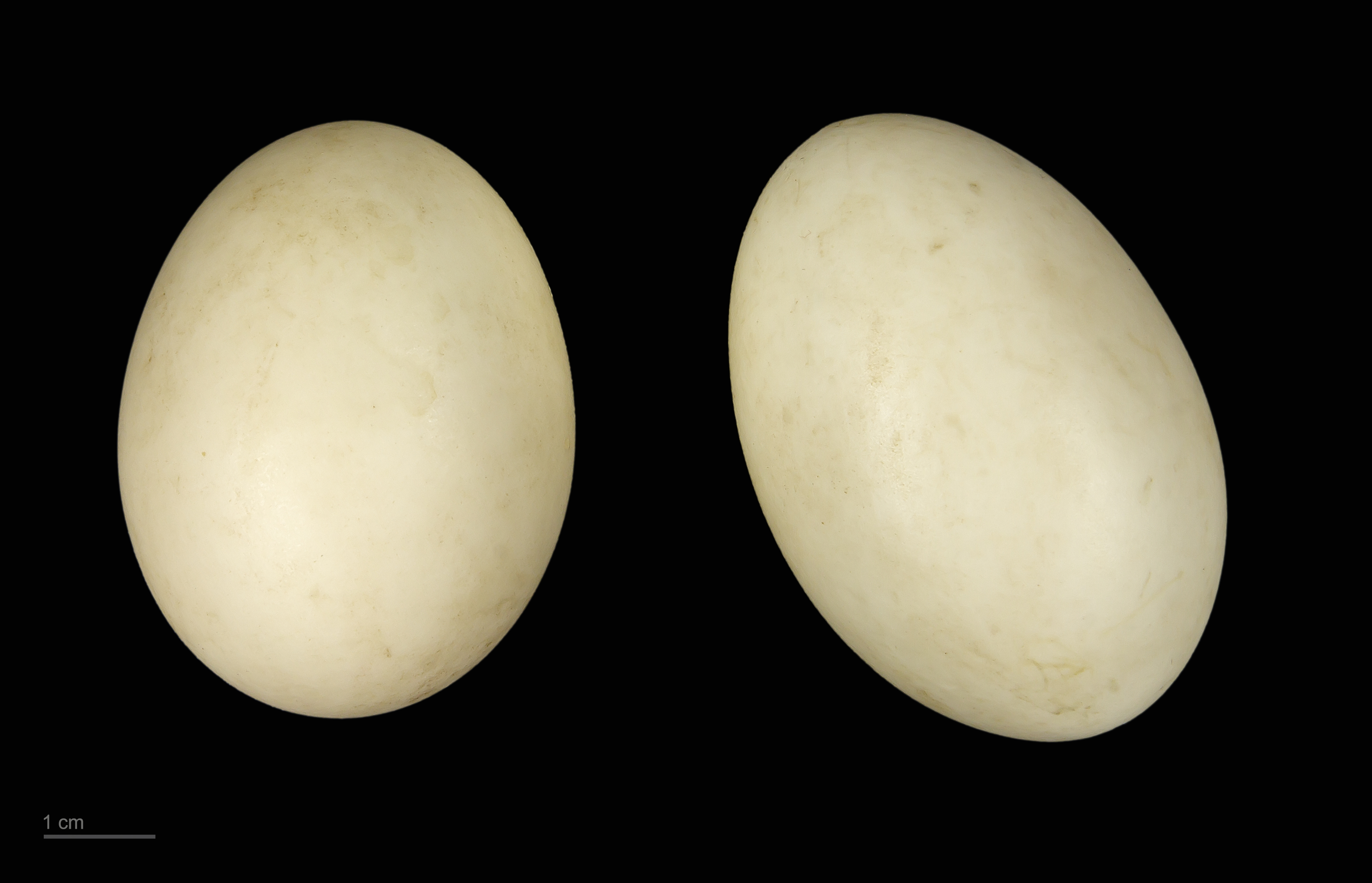
Chenonetta jubata

## Tassonomia
L'estinta anatra di Finsch, in passato attribuita al genere monotipico Euryanas, è stata invece riconosciuta come appartenente al genere Chenonetta (Chenonetta finschi). L'esatta data dell'estinzione di questa specie è incerta, in quanto avvenuta prima che i ricercatori riuscissero a monitorare appropriatamente l'avifauna della Nuova Zelanda. Si stima che possa essere avvenuta intorno al 1870, data dell'ultimo ritrovamento di un esemplare a Opotiki.

## Distribuzione e habitat
Originaria dell'Australia questa specie si rinviene occasionalmente anche in Nuova Zelanda e Papua Nuova Guinea.
La specie ha beneficiato ampiamente dei campi agricoli e delle dighe. Il suo habitat naturale comprende paludi leggermente boschive, boschi e praterie aperte.

## Conservazione
Per l'ampiezza del suo areale e le ampie dimensioni della popolazione esistente Chenonetta jubata è classificata nella Lista Rossa IUCN come specie a basso rischio di estinzione.